# Laura Dern

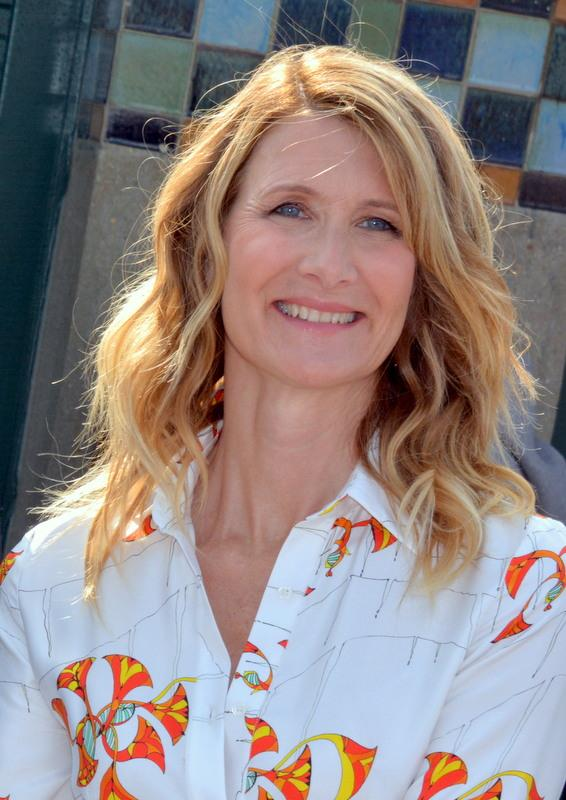
Laura Dern (2017)

Laura Elizabeth Dern (* 10. Februar 1967 in Los Angeles, Kalifornien) ist eine US-amerikanische Schauspielerin und Produzentin. 2020 gewann sie für ihre Darstellung der Anwältin Nora Fanshaw in der Tragikomödie Marriage Story u. a. den Oscar als beste Nebendarstellerin.

## Biografie
Laura Dern wurde als zweite Tochter des Schauspielerpaares Bruce Dern und Diane Ladd geboren; ihr Urgroßvater George Henry Dern, Kind deutscher Einwanderer, war von 1933 bis 1936 Kriegsminister der Vereinigten Staaten. Einen Großteil ihrer Kindheit verbrachte sie bei Filmdrehs ihrer Eltern, ehe sie mit kleinen Nebenrollen in Joseph Sargents Actionfilm Der Tiger hetzt die Meute und Martin Scorseses Drama Alice lebt hier nicht mehr (1974) ihnen nacheiferte. Nach ersten Erfahrungen vor der Kamera trat Dern, die bei Lee Strasberg Schauspiel studiert hatte, 1980 mit einer Nebenrolle in Adrian Lynes Jeanies Clique wieder in Erscheinung, in dem sie an der Seite von Jodie Foster zu sehen war. Der Durchbruch gelang der Miss Golden Globe von 1982 erst mit der Hauptrolle in Joyce Chopras Jugendfilm Bedrohliches Geflüster (1985), in dem Laura Dern als freiheitsliebende 15-jährige Vorstädterin ihren Filmpartner Treat Williams verführte. Größere Bekanntheit erlangte sie durch die Zusammenarbeit mit David Lynch, der sie in seinen Kritiker- und Publikumserfolgen Blue Velvet (1986), Wild at Heart – Die Geschichte von Sailor und Lula (1990) und Inland Empire (2006) einsetzte.
Einen ersten Höhepunkt ihrer Filmkarriere markierte Martha Coolidges Drama Die Lust der schönen Rose (1991), in dem sie an der Seite ihrer Mutter spielte. Für ihr Porträt der 19-jährigen Titelheldin, die mit ihrem unkonventionellen Lebensstil eine US-Südstaatenkleinstadt in den 1930er Jahren gegen sich aufbringt, war sie 1992 als beste Hauptdarstellerin für den Oscar nominiert. Ein Jahr später erhielt sie für Robert Markowitz’ Fernsehfilm Afterburn, der auf einer wahren Begebenheit basiert, einen Golden Globe. In dem Drama ist sie als Witwe eines US-Kampfpiloten zu sehen, die einem Komplott zwischen Militär und einem Flugzeughersteller auf die Spur kommt. An diese Erfolge konnte sie trotz Rollen in Steven Spielbergs Kinokassenerfolg Jurassic Park und Clint Eastwoods Perfect World (beide 1993) nicht anknüpfen. Sie arbeitete in den folgenden Jahren überwiegend an Dramen unter so bekannten Regisseuren wie Robert Altman, Alexander Payne oder David Lynch, dessen Film Inland Empire (2006) – mit ihr selbst in der vielgelobten Hauptrolle – sie koproduzierte.
2017 gewann Dern für die Nebenrolle der intriganten Renata Klein in der Miniserie Big Little Lies ihren ersten Emmy, nachdem sie zuvor fünfmal für den wichtigsten US-amerikanischen Fernsehpreis nominiert war, und 2018 erneut auch den Golden Globe Award. Ihr bisher größter Erfolg im Kino war die Rolle der Anwältin Nora Fanshaw in der Tragikomödie Marriage Story. Für ihre hierin dargebotene Leistung erhielt sie jeweils den Oscar, Golden Globe und BAFTA als beste Nebendarstellerin.
Dern – die u. a. mit den Schauspielkollegen Jeff Goldblum, Kyle MacLachlan und Billy Bob Thornton liiert war – heiratete im Dezember 2005 ihren langjährigen Lebensgefährten Ben Harper. Aus der Verbindung mit dem US-Musiker gingen zwei Kinder hervor. 2010 gab sie die Scheidung von ihm bekannt. Im November 2010 wurde sie auf dem Hollywood Walk of Fame mit einem Stern in der Kategorie Film (6270 Hollywood Boulevard) geehrt.

## Filmografie (Auswahl)
Als Schauspielerin

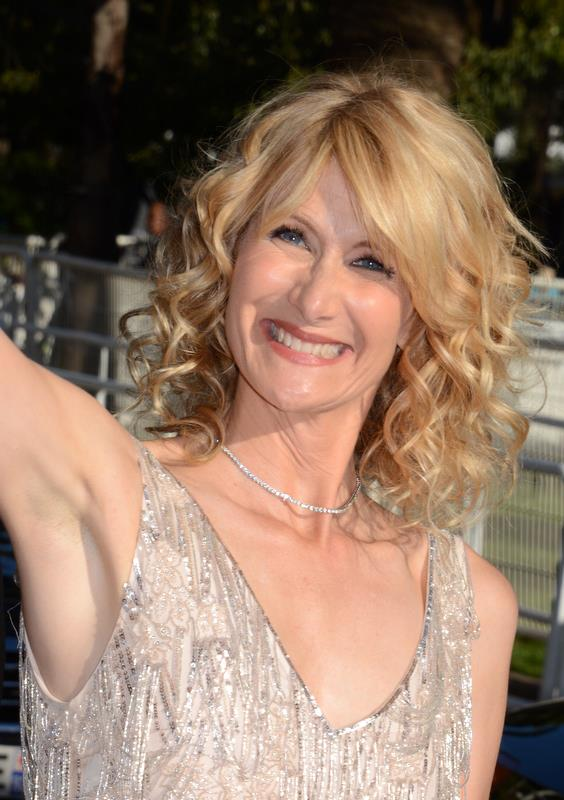
Dern bei den Internationalen Filmfestspielen von Cannes 2013

- 1973: Der Tiger hetzt die Meute (White Lightning)
- 1974: Alice lebt hier nicht mehr (Alice Doesn’t Live Here Anymore)
- 1980: Jeanies Clique (Foxes)
- 1981: Ladies and Gentlemen, the Fabulous Stains
- 1981: Shannon (Fernsehserie)
- 1983: Happy Endings (Fernsehfilm)
- 1984: Die Aufsässigen (Teachers)
- 1984: The Three Wishes of Billy Grier (Fernsehfilm)
- 1985: Die Maske (Mask)
- 1985: Bedrohliches Geflüster (Smooth Talk)
- 1986: Blue Velvet
- 1988: Schwarzer Sommer (Haunted Summer)
- 1989: Nightmare Classics (Fernsehserie)
- 1989: Die Schattenmacher (Fat Man and Little Boy)
- 1990: David Lynch’s Industrial Symphony No. 1: The Dream of the Broken Hearted (Fernsehfilm)
- 1990: Wild at Heart – Die Geschichte von Sailor und Lula (Wild at Heart)
- 1991: Die Lust der schönen Rose (Rambling Rose)
- 1992: Starfighter des Todes (Afterburn, Fernsehfilm)
- 1993: Jurassic Park
- 1993: Perfect Crimes (Fallen Angels, Fernsehserie)
- 1993: Perfect World
- 1995: Der Tod hinter der Maske (Down Came a Blackbird, Fernsehfilm)
- 1995: Frasier (Fernsehserie)
- 1996: Baby Business (Citizen Ruth)
- 1996: Die Belagerung von Ruby Ridge (The Siege at Ruby Ridge, Fernsehfilm)
- 1997: Ellen (Fernsehserie, 2 Folgen)
- 1998: Baby Blues (The Baby Dance)
- 1999: October Sky
- 1999: Wenn nicht ein Wunder geschieht (A Season for Miracles, Fernsehfilm)
- 2000: Dr. T and the Women
- 2001: Daddy and them – Durchgeknallt in Arkansas (Daddy and Them)
- 2001: Jurassic Park III
- 2001: Within These Walls (Fernsehfilm)
- 2001: Novocaine – Zahn um Zahn (Novocaine)
- 2001: Focus
- 2001: Ich bin Sam (I Am Sam)
- 2002: The West Wing – Im Zentrum der Macht (The West Wing, Fernsehserie)
- 2002: Damaged Care (Fernsehfilm)
- 2003: Das Leben des David Gale
- 2004: Wir leben nicht mehr hier (We Don’t Live Here Anymore)
- 2005: Happy Endings
- 2005: The Prize Winner of Defiance, Ohio
- 2006: Lonely Hearts Killers (Lonely Hearts)
- 2006: Inland Empire
- 2007: Year of the Dog
- 2008: Recount
- 2009: Tenderness – Auf der Spur des Killers (Tenderness)
- 2010: Meine Frau, unsere Kinder und ich (Little Fockers)
- 2010: Alles muss raus (Everything Must Go)
- 2011: Fight for Your Right Revisited
- 2011–2013: Enlightened – Erleuchtung mit Hindernissen (Enlightened, Fernsehserie, 18 Folgen)
- 2012: The Master
- 2014: Das Schicksal ist ein mieser Verräter (The Fault in Our Stars)
- 2014: When the Game Stands Tall
- 2014: Der große Trip – Wild (Wild)
- 2014: 99 Homes – Stadt ohne Gewissen (99 Homes)
- 2014: Drunk History (Fernsehserie, 1 Folge)
- 2015: Bravetown
- 2015–2021: F Is for Family (Fernsehserie, 44 Folgen, Stimme von Sue Murphy)
- 2016: Certain Women
- 2016: The Founder
- 2017: Twin Peaks (Fernsehserie, 9 Folgen)
- 2017: Wilson – Der Weltverbesserer (Wilson)
- 2017: Downsizing
- 2017: Unbreakable Kimmy Schmidt (Fernsehserie, Folge 3x03)
- 2017: Star Wars: Die letzten Jedi (Star Wars: The Last Jedi)
- 2017–2019: Big Little Lies (Fernsehserie, 14 Folgen)
- 2018: The Tale – Die Erinnerung (The Tale)
- 2018: Feuerprobe (Trial by Fire)
- 2018: Zu schön um wahr zu sein – Die JT LeRoy Story (JT LeRoy)
- 2019: Hard Powder (Cold Pursuit)
- 2019: Marriage Story
- 2019: Little Women
- 2020: Grizzly II: Revenge (Grizzly II: The Predator) [1983 gedreht]
- 2022: Jurassic World: Ein neues Zeitalter (Jurassic World Dominion)
- 2022: The Son
- 2023: Common Ground (Dokumentarfilm)
- 2024: Palm Royale (Fernsehserie, 10 Folgen)
- 2024: Lonely Planet: Liebe in Marokko (Lonely Planet)
- 2024: Behind the Lines

Als Regisseurin
- 2013: Nennt mich verrückt! (Call Me Crazy: A Five Film, Fernsehfilm)

## Auszeichnungen und Nominierungen
Oscar

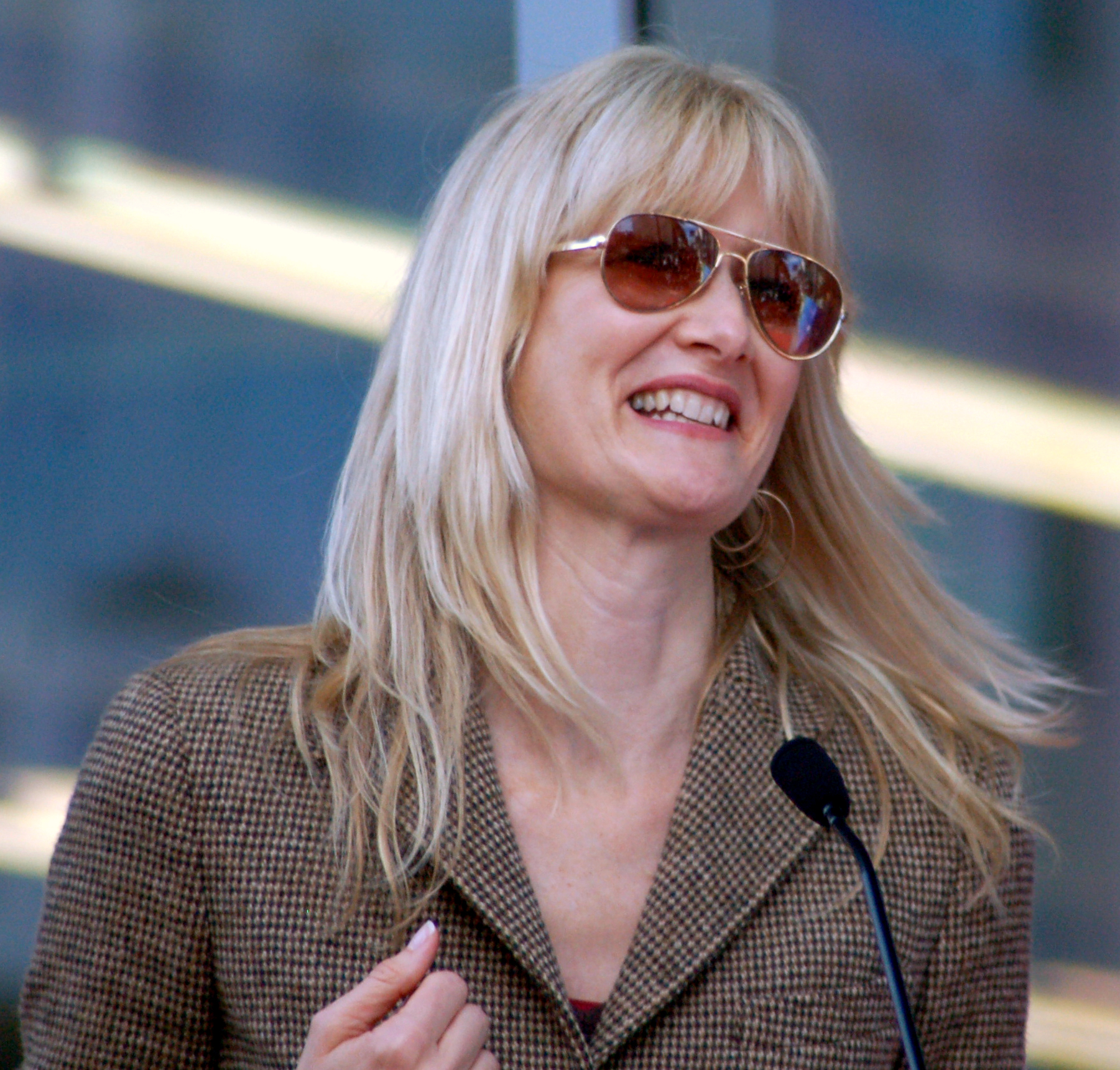
Dern auf dem Hollywood Walk of Fame (2009)

- 1992: Nominierung als Beste Hauptdarstellerin für Die Lust der schönen Rose
- 2015: Nominierung als Beste Nebendarstellerin für Der große Trip – Wild
- 2020: Auszeichnung als Beste Nebendarstellerin für Marriage Story

Emmy
- 1992: Nominierung als Beste Hauptdarstellerin in einer Miniserie oder einem Fernsehfilm für Afterburn
- 1994: Nominierung als Beste Gastdarstellerin in einer Dramaserie für Fallen Angels
- 1997: Nominierung als Beste Gastdarstellerin in einer Comedyserie für Ellen
- 2008: Nominierung als Beste Nebendarstellerin in einer Miniserie oder Fernsehfilm für Recount
- 2013: Nominierung als Beste Hauptdarstellerin in einer Comedyserie für Enlightened
- 2017: Auszeichnung als Beste Nebendarstellerin in einer Miniserie oder Fernsehfilm für Big Little Lies
- 2018: Nominierung als Beste Hauptdarstellerin in einer Miniserie oder Fernsehfilm für The Tale – Die Erinnerung

Golden Globe Award
- 1992: Nominierung als Beste Hauptdarstellerin – Drama für Die Lust der schönen Rose
- 1993: Auszeichnung als Beste Hauptdarstellerin – Mini-Serie oder TV-Film für Afterburn
- 1999: Nominierung als Beste Hauptdarstellerin – Mini-Serie oder TV-Film für Baby Blues
- 2009: Auszeichnung als Beste Nebendarstellerin – Serie, Mini-Serie oder TV-Film für Recount
- 2012: Auszeichnung als Beste Serien-Hauptdarstellerin – Komödie oder Musical für Enlightened
- 2018: Auszeichnung als Beste Nebendarstellerin – Serie, Mini-Serie oder TV-Film für Big Little Lies
- 2019: Nominierung als Beste Hauptdarstellerin – Serie, Mini-Serie oder TV-Film für The Tale – Die Erinnerung
- 2020: Auszeichnung als Beste Nebendarstellerin für Marriage Story

Screen Actors Guild Award
- 2008: Nominierung als Beste Darstellerin in einem Fernsehfilm oder Miniserie für Recount
- 2018: Nominierung als Beste Darstellerin in einem Fernsehfilm oder Miniserie für Big Little Lies

Weitere
Academy of Science Fiction, Fantasy & Horror Films
- 1994: nominiert als beste Hauptdarstellerin für Jurassic Park

Boston Society of Film Critics Awards
- 2004: Beste Nebendarstellerin für We Don’t Live Here Anymore

Independent Spirit Awards
- 1986: nominiert als beste Hauptdarstellerin für Bedrohliches Geflüster
- 1987: nominiert als beste Hauptdarstellerin für Blue Velvet

Los Angeles Film Critics Association Awards
- 1985: New Generation Award

Montréal World Film Festival
- 1991: Beste Darstellerin für Die Lust der schönen Rose
- 1996: Beste Darstellerin für Baby Business

Satellite Awards
- 1997: nominiert als beste Hauptdarstellerin in einer Miniserie oder einem Fernsehfilm für The Siege at Ruby Ridge

Sundance Film Festival
- 1999: Tribute to Independent Vision Award

Jupiter (Filmpreis)
- 1991: Beste Newcomerin für Wild at Heart – Die Geschichte von Sailor und Lula

New York Film Critics Circle Award
- 2019: Beste Nebendarstellerin für Little Women und Marriage Story